# Ceróesa

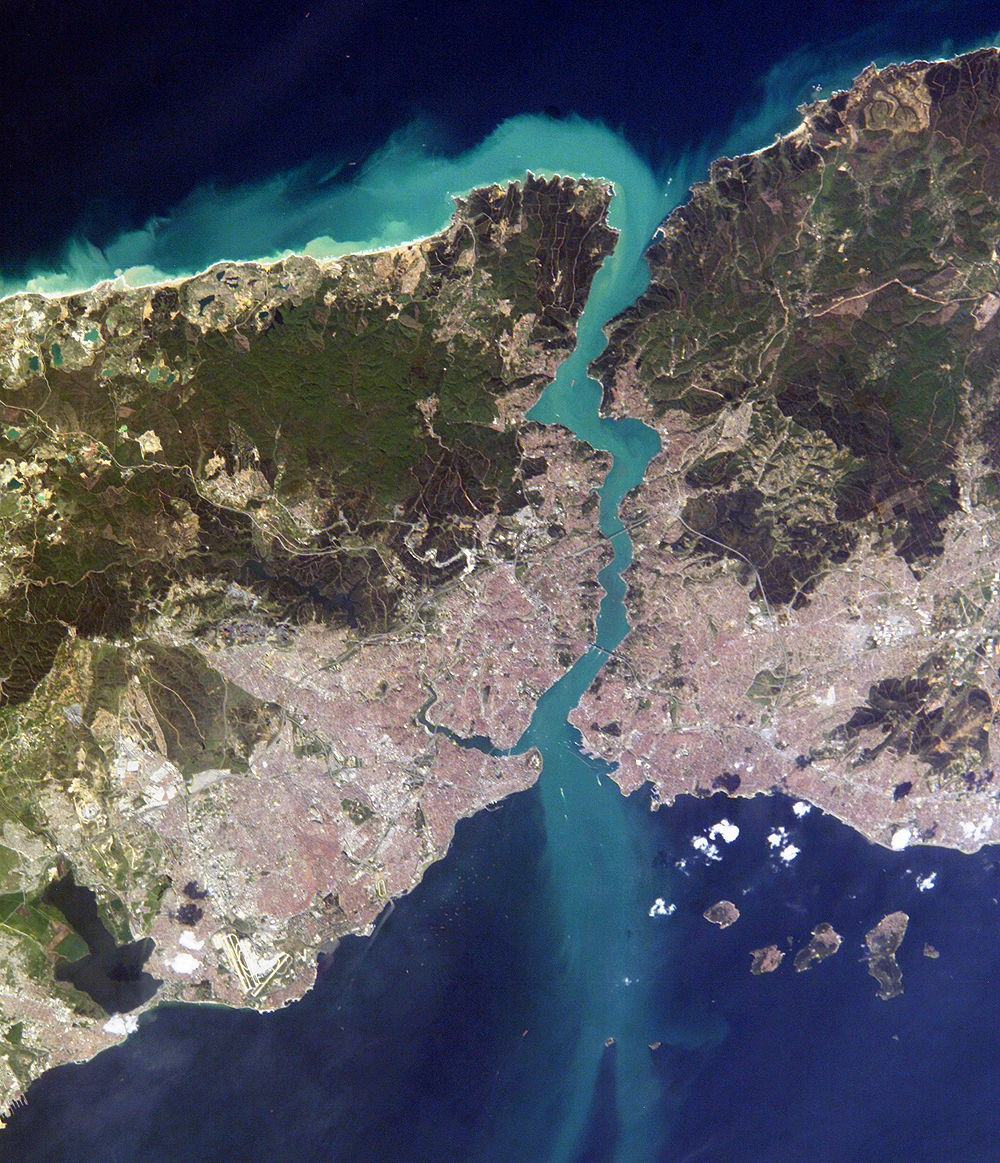
Vista satélite del área de Estambul en la que se aprecia el Cuerno de Oro

En la mitología griega, Ceróesa (griego antiguo: Κερόεσσα, que significa ‘la del cuerno’) fue una heroína del mito fundacional de Bizancio. Era hija de Ío y Zeus y hermana mayor de Épafo.
Ceróesa nació donde posteriormente se fundaría Bizancio, concretamente en lo que se conoce como el Cuerno de Oro, al que alude la raíz de su nombre. Allí la crio una ninfa del lugar. Fue amante del dios Poseidón, del que la tradición posterior afirma que tuvo un hijo llamado Bizante, buscando un epónimo que justificara el origen argivo de la ciudad de Bizancio. También fue madre de Estrombo, enemigo y rival de Bizante. Nono dice que Ceróesa nació en el mismo lugar que Épafo, esto es, Egipto.